# المحاسنة الغربية
المحاسنة الغربية هي إحدى القرى التابعة لمركز جرجا بمحافظة سوهاج في جمهورية مصر العربية. حسب إحصاءات سنة 2006، بلغ إجمالي السكان في المحاسنة الغربية 17111نسمة، منهم 8809 رجل، و8302 امرأة.